# Прогресс М-50
Прогресс М-50 — транспортный грузовой космический корабль (ТГК) серии «Прогресс», запущен к Международной космической станции. 15-й российский корабль снабжения МКС. Серийный номер 350.

## Цель полёта
Доставка на МКС более 2500 килограммов различных грузов, в числе которых топливо для двигательных установок орбитальной станции, кислород, воздух, питьевую воду, приборы для научных экспериментов, 28 мини-контейнеров с едой, посылки и лазерные диски с любимыми видеофильмами для членов экипажа МКС.

## Хроника полёта
- 11.08.2004, в 09:03:07 (MSK), (05:03:07 UTC) — запуск с космодрома Байконур;
- 14.08.2004, в 09:01:08 (MSK), (05:01:08 UTC) — осуществлена стыковка с МКС к стыковочному узлу на агрегатном отсеке служебного модуля «Звезда». Процесс сближения и стыковки проводился в автоматическом режиме;
- 22.12.2004, в 22:37:01 (MSK), (19:37:01 UTC) — корабль отстыковался от орбитальной станции и отправился в автономный полёт[3].

## Перечень грузов
Суммарная масса всех доставляемых грузов: 2566 кг.
| Название | Масса (кг) |
| --- | ---------- |
| Топливо в баках системы дозаправки | 442        |
| Газ в баллонах средств подачи кислорода (СрПК): |            |
| Кислород | 28         |
| Воздух | 21         |
| Вода в баках системы «Родник» | 420        |
| Топливо в КДУ для нужд МКС | 250        |
| Грузы, доставляемые в герметичном отсеке (суммарная масса — 1405 кг): |            |
| Оборудование для систем: |            |
| обеспечения газового состава (СОГС) | 20         |
| водообеспечения (СВО) | 52         |
| обеспечения теплового режима (СОТР) | 45         |
| управления бортовой аппаратурой (СУБА) | 8          |
| противопожарной защиты (СППЗ) | 12         |
| электропитания (СЭП) | 152        |
| Средства технического обслуживания и ремонта (СТОР) | 7          |
| Средства санитарно-гигиенического обеспечения (ССГО) | 205        |
| Бортовой информационно-телеметрической и вычислительной | 12         |
| Средства освещения | 6          |
| Контейнеры с рационами питания, свежие продукты | 236        |
| Медицинское оборудование, бельё, средства личной гигиены и профилактики воздействия невесомости                                                                                               | 207        |
| Комплекс целевых нагрузок | 39         |
| Оборудование для межбортовой радиолинии | 31         |
| Оборудование для ФГБ «Заря» | 42         |
| Оборудование для научных экспериментов: «Типология», «Дрозофила-2», «Каскад», «Конъюгация», «БИФ», «ОЧБ», «АРИЛ», «Мембрана», «Асептик», «Выносливость», «Тест», «Плазменный кристалл-3 Плюс» | 38         |
| Бортдокументация, посылки для экипажа, комплект для фотоаппаратуры | 30         |
| Оборудование для американского сегмента, в том числе продукты, средства санитарно-гигиенического обеспечения                                                                                  | 307        |